# 蘇格蘭軍事

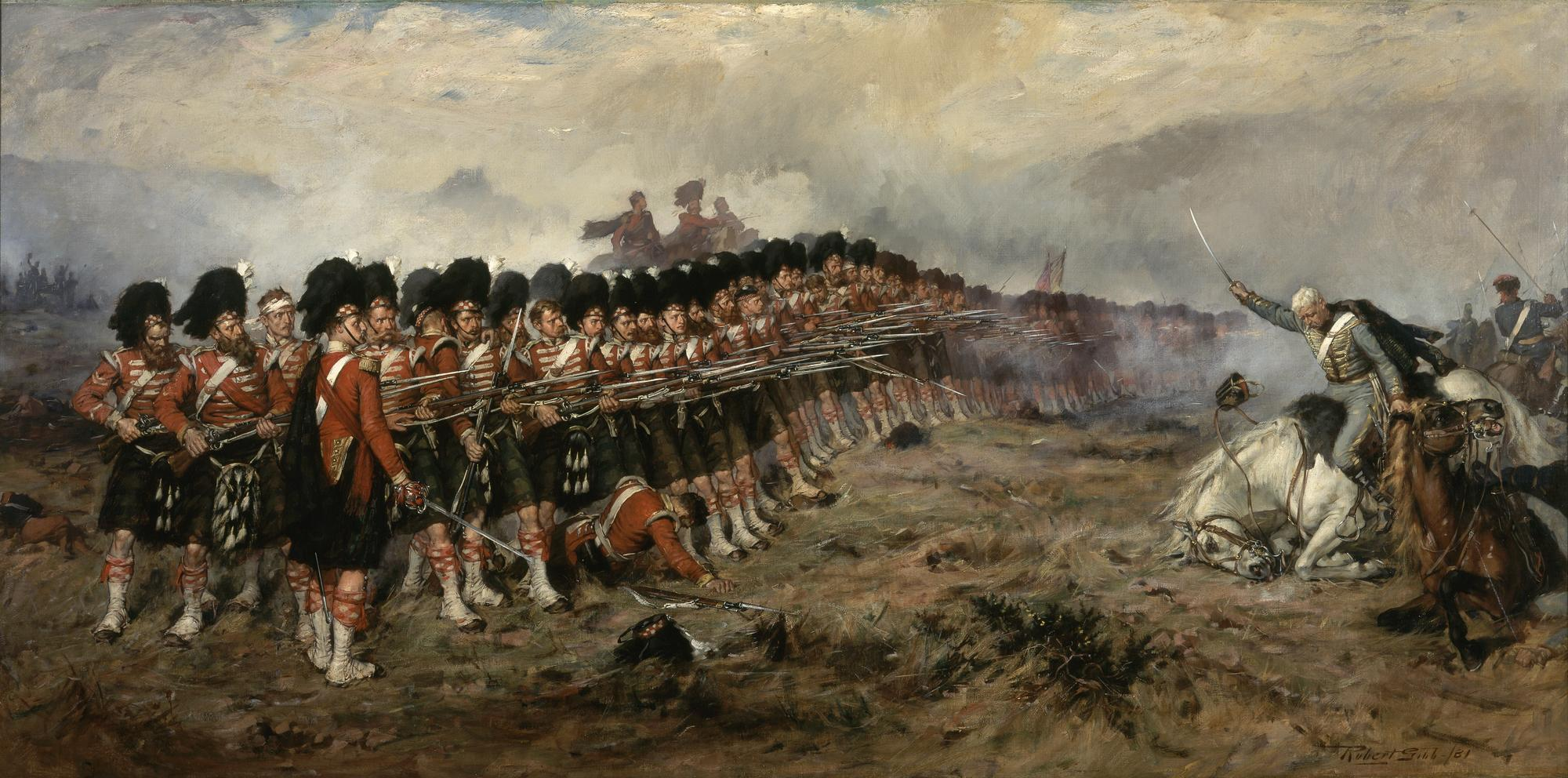
《細細的紅綫》，由羅伯特·吉布以1854年巴拉克拉瓦戰役（該戰役別名亦是「細細的紅綫」，即The Thin Red Line）爲題繪於1881年。

蘇格蘭軍事在《1707年聯合法令》生效使該國與英格蘭統一之前擁有長久的歷史。在統一之後，蘇格蘭的軍隊基本上隸屬于英國軍隊的一部份。